# Svetlobno leto
Svetlòbno léto (oznaka sv. l., mednarodna pa ly) je enota za dolžino in predstavlja razdaljo, ki jo svetloba premosti v enem julijanskem letu, v prostoru brez ovir neskončno daleč od gravitacijskih ali magnetnih polj.
Če upoštevamo, da je hitrost svetlobe v vakuumu {\displaystyle c} = 299.792.458 metrov na sekundo, julijansko leto pa ima 365,25 dneva po 86.400 sekund, ugotovimo, da je svetlobno leto približno enako 9,46 · 1015 m (natančno 9.460.730.472.580.800 metrov), oziroma 9,46 petametra.
Svetlobna leta se zaradi velike razdalje, ki jo nakazujejo, pogosto uporabljajo za označevanje razdalj v Vesolju. Svetlobno leto ni enota za čas. Druga načina označitve velikih razdalj sta še astronomska enota (1 a.e. = 1/63.241 sv. l.) in parsek (1 pc = 3,26 sv. l.). V astronomiji večkrat uporabljajo enoto parsek, ker je lažje računati z njo in z opazovalnimi podatki. Pri tem ni pretvorbenih členov, katerih vrednosti včasih niso natančno znane.
Manjše enote so svetlobna ura, svetlobna minuta in svetlobna sekunda. Svetlobna ura je enaka 1.079.252.848.800 m, 
svetlobna minuta 17.987.547.480 m, svetlobna sekunda pa, kot že vemo, 299.792.458 m.

## Zgledi
- Svetloba potrebuje približno 499 sekund oziroma 8,32 minute, da pripotuje od Sonca do Zemlje (torej smo od Sonca oddaljeni 8,32 svetlobne minute).
- Januarja 2004 je bil najbolj oddaljen človeški predmet, vesoljska sonda Voyager 1, 12,5 svetlobne ure oddaljen od Zemlje.
- Nam najbližja znana zvezda, Proksima Kentavra, je oddaljena 4,22 svetlobnega leta.
- Naša Galaksija, je široka približno 100.000 svetlobnih let.
- Najbližja galaksija, Andromedina galaksija, je oddaljena 2.360.000 svetlobnih let.
- Vidno Vesolje ima premer približno 13.700.000.000 svetlobnih let. Razlog za to je, da se je veliki pok zgodil pred okoli 13,7 milijarde let, pred ta čas pa človeško oko ne vidi. Premer se povečuje v vse smeri za približno eno svetlobno sekundo vsako sekundo.

Namišljena vesoljska ladja, ki bi potovala skoraj s hitrostjo svetlobe, bi potrebovala okoli 100.000 let za prečkanje naše Galaksije. To velja za opazovalca, ki glede na Galaksijo miruje. Posadki v vesoljski ladji bo zaradi podaljšanja časa, ki nastopa v posebni teoriji relativnosti, minilo nekaj minut. Po drugi strani se bodo posadki dolžine skrčile in se jim bo Galaksija zdela močno sploščena.